# Katharina Gombert
Anna Lydia Katharina Gombert (* 17. Februar 1903 in Mohrungen; † 30. Dezember 1986 in Neu Darchau) war eine deutsche lutherische Geistliche.

## Leben und Wirken
Katharina Gombert war die Tochter eines Pastors. Nach dem Besuch der höheren Privatmädchenschule Mohrungen von 1909 bis 1916 besuchte sie die König-Luise-Schule in Königsberg. Nachdem sie dort 1922 das Reifezeugnis erhalten hatte, wechselte sie an das Städtische Ober-Lyzeum. Hier erhielt sie 1923 die Lehrbefähigung für Lyzeen und unterrichtete anschließend als Hauslehrerin auf einem Gut in Grünblum.
Gombert fasste den Entschluss, Theologin zu werden und studierte Evangelische Theologie an der Universität Königsberg, der Universität Rostock sowie der Universität Göttingen. Da sie über sehr gute Schulzeugnisse verfügte, wurde sie 1925 in die Studienstiftung des deutschen Volkes aufgenommen. Gombert engagierte sich im Verband Evangelischer Theologinnen und  setzte sich für Arbeitsmöglichkeiten von Theologinnen in der Kirche ein.
Das Studium schloss sie 1930 mit dem ersten Theologischen Examen ab und arbeitete anschließend als Gemeindehelferin an der St.-Lukas-Kirche in Fuhlsbüttel, wo sie mit Jugendarbeit, kirchlichen Unterweisungen und Sozialarbeit betraut war. Sie legte dabei besonderen Wert auf das theologische Gespräch mit jungen Menschen. 1933 erhielt sie eine Festanstellung, absolvierte das Vikariat, welches sie im selben Jahr mit dem zweiten Theologischen Examen abschloss.
Gombert hielt Vorträge, zum Beispiel im Deutsch-Evangelischen Frauenbund, und leitete Hamburger Treffen des Theologinnenverbands. Während der Zeit des Nationalsozialismus war Gombert nie Mitglied der NSDAP, sondern seit 1934 Mitglied der Hamburger Bekenntnisgemeinschaft.
Nach dem Ende des Zweiten Weltkriegs übernahm Gombert den Vorsitz der Evangelischen Frauenhilfe und die hauptamtliche Leitung des Evangelischen Frauenwerks in Hamburg. In diesen Positionen engagierte sie sich insbesondere für Mütter- und Frauenfreizeiten. Im Juni 1952 legte Gombert ihr Amt als Leiterin des Frauenwerks nieder. Sie protestierte damit gegen die 1951 vom Landeskirchenamt getroffene Entscheidung, der bis dahin relativ offenen Arbeit der Institution eine rechtliche Struktur vorzugeben.
Gombert wechselte in die Krankenhausseelsorge und arbeitete ab 1955 ausschließlich in Hamburg-Eilbek. Hier durfte sie 1964 die Gottesdienste übernehmen. Ab 1965 wurde Gombert geistliches Mitglied eines Ausschusses der Synode zur Frauenordination.
Am 1. September 1967 ging Katharina Gombert aus gesundheitlichen Gründen in den Ruhestand und erhielt zwei Jahre später die Amtsbezeichnung „Pastorin i. R“. Sie hatte somit die Rechte zur Sakramentsverwaltung und öffentlichen Wortverkündigung, wofür sie sich über mehrere Jahrzehnte eingesetzt hatte.